# MOS 6507

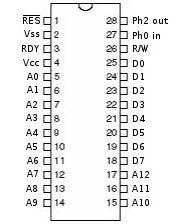
Piedinatura del MOS 6507.

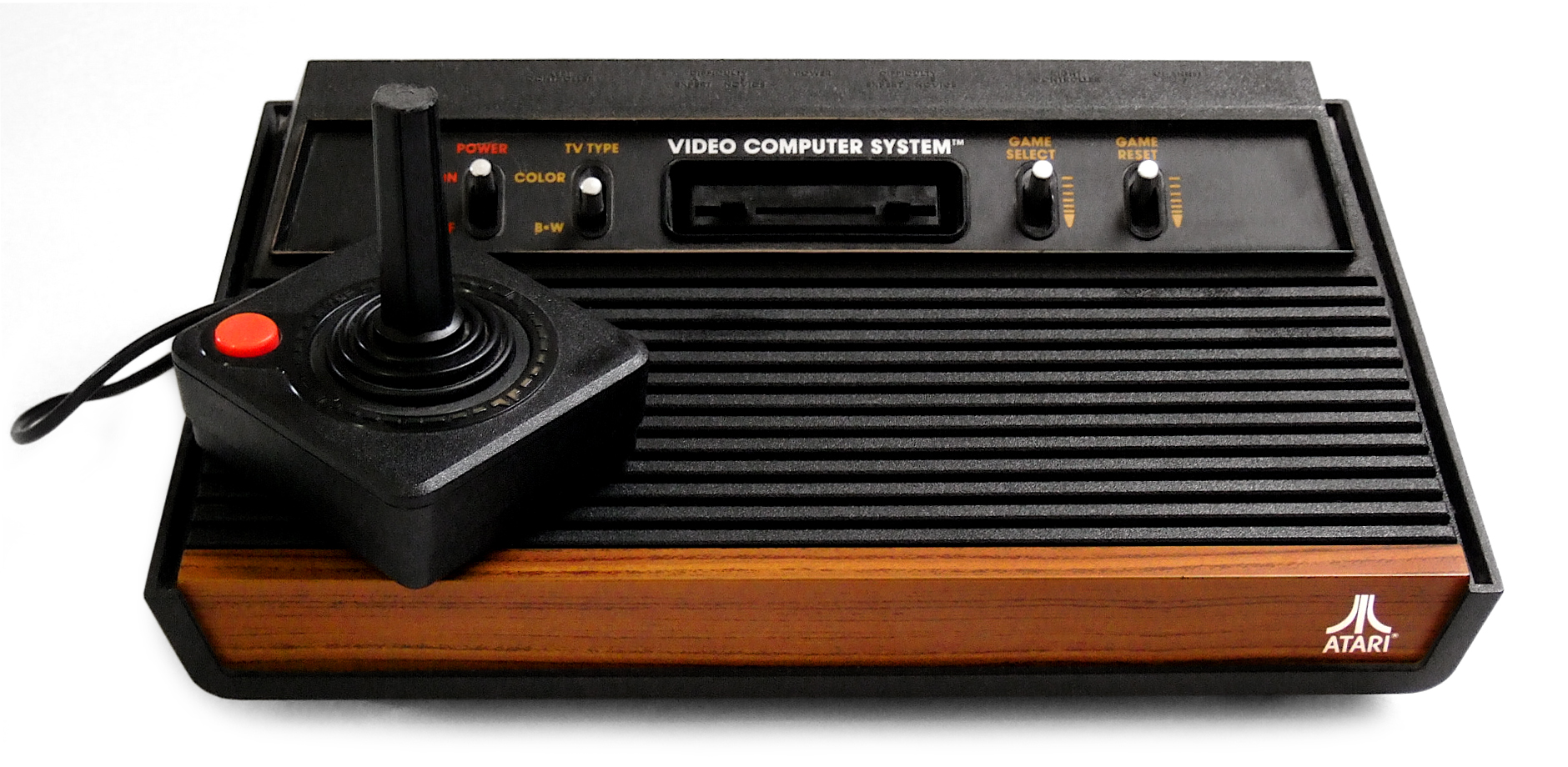
L'Atari 2600 utilizzava il MOS 6507 come CPU.

Il MOS 6507 è un microprocessore ad 8 bit prodotto da MOS Technology come versione depotenziata e più economica del MOS 6502.

## Storia
Prodotto a partire dal 1975, quando la linea 6502 iniziò ad essere largamente utilizzata, all'inizio degli anni ottanta, i prezzi delle memorie ROM e RAM iniziarono a diminuire al punto che usare un chip semplificato come il 6507 non risultò più conveniente: nonostante questo, esso continuò ad essere impiegato sulla console 2600 fino al termine della sua produzione.

## Descrizione
Il 6507 presenta solo 13 pin per l'indirizzamento invece dei 16 del processore da cui deriva: a causa di ciò esso può gestire solo 8 KB di memoria In aggiunta al bus indirizzi di ampiezza ridotta, il 6507 non era in grado di gestire gli interrupt esterni di servizio. A parte queste differenze, il 6507 era un 6502 a tutti gli effetti. Queste limitazioni permisero di utilizzare un package con soli 28 piedini contro quello a 40 piedini del 6502.

## Impiego
Il 6507 fu utilizzato come CPU nella console Atari 2600 e nei controller dei lettori floppy modello 810 e modello 1050 dei computer Atari ad 8 bit.
Nell'Atari 2600 il chip fu ulteriormente limitato dal progetto della porta di espansione della console che gestiva cartucce con soli 4 KB di memoria ROM: i giochi che in seguito usarono più memoria utilizzarono la tecnica del bank switching. Tutti gli altri sistemi che usarono i processori della famiglia 65xx, prevalentemente gli home computer dell'epoca come il Commodore VIC-20 o l'Apple II, usarono o il 6502 "completo" o una sua versione estesa, piuttosto che quella ridotta, per poter gestire più memoria.